# Festbetrag
Als Festbetrag wird im deutschen Gesundheitssystem die Höchstgrenze bezeichnet, bis zu der die Gesetzlichen Krankenkassen bestimmte Arzneimittel und Hilfsmittel bezahlen.
Festbeträge wurden erstmals mit Inkrafttreten des Gesundheitsreformgesetzes (GRG) im Jahr 1989 für Arzneimittel und Hilfsmittel eingeführt. Die gesetzliche Grundlage für die Festbeträge findet sich in den § 35, § 35a, § 35b und § 36 Fünftes Buch Sozialgesetzbuch (SGB V). Die Differenz zwischen dem von den Spitzenverbänden der Krankenkassen (nach § 35 und § 36 SGB V) oder vom Bundesministerium für Gesundheit (nach § 35a SGB V) festgelegten Festbetrag und dem möglicherweise höheren Verkaufspreis des Arzneimittels oder des Hilfsmittels muss der Patient selbst tragen.
Seit 1. Januar 2004 können Festbeträge unter bestimmten Voraussetzungen auch für patentgeschützte Arzneimittel festgelegt werden. Hier gilt Folgendes:
- Die Bildung einer Festbetragsgruppe mit patentgeschützten Arzneimitteln ist nur möglich, wenn es in dieser Gruppe mindestens drei Arzneimittel gibt.
- Die Bildung einer gemischten Gruppe aus Arzneistoffen, deren Patent bereits abgelaufen ist, und noch patentgeschützten Arzneistoffen ist möglich („Jumbogruppe“).
- Es dürfen keine patentgeschützten Wirkstoffe einbezogen werden, die eine therapeutische Verbesserung oder z. B. verringerte Nebenwirkungen bedeuten (§ 35 Abs. 1a SGB V).

Seit dem 1. Januar 2005 können für einzelne Siebensteller (zur Identifikation erhält das Produkt eine zehnstellige Nummer; wenn der Arzt aber ein Hilfsmittel verschreibt, dann in der Regel nur mit dem Siebensteller für die Produktart) des Hilfsmittelverzeichnisses bundesweit einheitliche Festbeträge festgelegt werden. Diese ersetzen die bis dahin gültigen landesweiten Festbeträge.
Derzeit wurden Festbeträge in folgenden Produktgruppen festgelegt:
- PG 08 – Einlagen
- PG 13 – Hörhilfen
- PG 15 – Inkontinenzhilfen (ableitend) (bei Harninkontinenz und Stuhlinkontinenz)
- PG 17 – Kompressionstherapie
- PG 25 – Sehhilfen
- PG 29 – Stomaartikel

Die Festlegung von Festbeträgen erfolgt zweistufig. Zunächst legt der Gemeinsame Bundesausschuss die Gruppen von Arzneimitteln fest, die aus ihrer Sicht zusammengefasst werden können. Hier wird auf Informationen der Arzneimittelkommission der deutschen Ärzteschaft, in Zukunft auch auf das Institut für Qualität und Wirtschaftlichkeit im Gesundheitswesen zurückgegriffen. Ferner haben Sachverständige der medizinischen und pharmazeutischen Wissenschaft und Praxis sowie der Arzneimittelhersteller und die Vertretungen der Apotheker Anhörungsrechte. Anschließend werden die Festbeträge vom Spitzenverband Bund der Krankenkassen (GKV-Spitzenverband) festgesetzt.